# Opération Black Tulip
Pour les articles homonymes, voir La Tulipe noire.

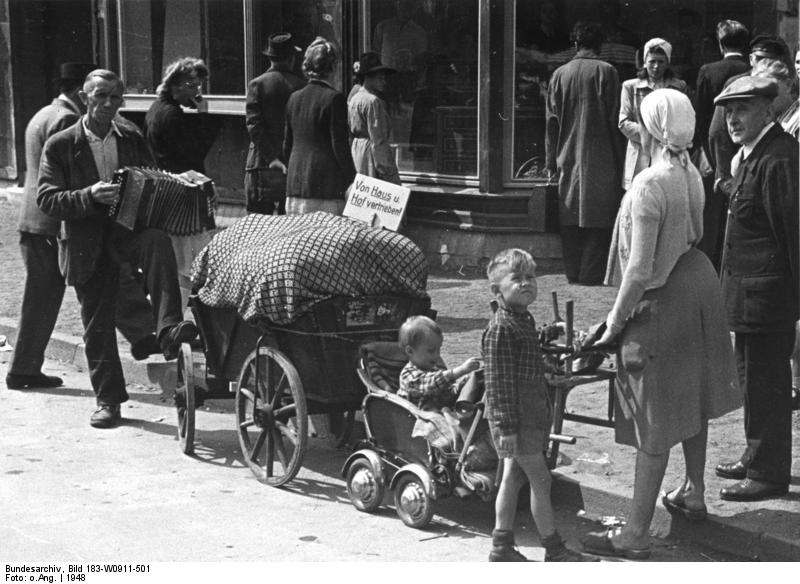
Une famille déplacée en Allemagne de l'Ouest en 1948

L'opération Black Tulip ou expulsion des Allemands des Pays-Bas est une mesure du gouvernement néerlandais, peu après la fin de la Seconde Guerre mondiale, qui vise à expulser des Pays-Bas les Allemands qui y habitent. Elle commence le 11 septembre 1946, par décision du gouvernement, et est menée par le ministre de la Justice Hans Kolfschoten. Le but est de chasser environ 25 000 Allemands, dont la plupart habitent là depuis longtemps avant la guerre et sont installés avec leur famille.

## Déroulement
Après la Seconde Guerre mondiale naît aux Pays-Bas une envie de revanche contre l'Allemagne et les Allemands. Sont envisagées des indemnisations financières et des annexions de territoires allemands, mais l'idée vient aussi d'expulser les Allemands qui habitent le pays. À l'été 1945, le ministre de la Justice Kolfschoten publie une note suivant laquelle les Reichsdeutsche (mais non les Volksdeutsche) doivent retourner d'où ils viennent. Parmi eux, un grand nombre se sont établis aux Pays-Bas dans les années 1920 et y ont fondé une famille.
Selon Angela Boone, spécialiste d'anthropologie culturelle et chercheuse indépendante, ce que cherche le gouvernement néerlandais par cette opération n'est pas de punir ceux qui ont collaboré avec les nazis ou commis des crimes de guerre mais d'abord d'expulser des Pays-Bas tous les Allemands et les Autrichiens, ainsi que leurs familles, et de confisquer leurs biens.
À la fin de l'été 1946, le nouveau ministre de la Justice, Van Maarseveen, fait savoir qu'il y a encore 17 000 personnes à expulser et, le 11 septembre 1946, les expulsions recommencent officiellement. Les Allemands sont conduits dans des camps au voisinage de la frontière allemande dont le plus grand est celui de Mariënbosch tout près de Nimègue. À la fin de l'année 1948, les camps sont fermés et, à partir de 1950, les expulsions cessent. Le 26 juillet 1951, l'état de guerre avec l'Allemagne prend fin et les Allemands ne sont plus considérés comme des ennemis de l'État. 

## Réactions
L'opération fait dès son commencement l'objet de critiques de la part des Alliés et de l'Église catholique. Selon cette dernière, une telle expulsion contrevient directement à la notion chrétienne d'amour du prochain. En réaction, les Britanniques commencent à renvoyer aux Pays-Bas les Néerlandais qui résident dans leur zone d'occupation en Allemagne. 
À l'intérieur du pays, l'opération est de plus en plus critiquée, il est donc décidé que seuls seront expulsés les Allemands qui se sont montrés favorables à l'Allemagne au cours de la guerre. L'opposition intérieure est menée surtout par Christine Wttewaall van Stoetwegen, alors députée de l'Union chrétienne historique à la chambre basse, et par le cardinal Johannes De Jong.

## Bilan
Au total, 3 691 Reichsdeutsche (soit 15 % de tous les Allemands des Pays-Bas) ont été touchés par cette opération d'expulsion. L'opération ne concerne pas seulement les quelques personnes qui ont collaboré, voire adhéré au NSDAP : de nombreux innocents sont aussi expulsés, parmi lesquels des survivants juifs de la Shoah ayant cherché refuge aux Pays-Bas. Sont chassés aussi de nombreux travailleurs étrangers et des femmes de ménage.